# Hayashiya Shizuru
Hayashiya Shizuru (林家 志弦 Lâm Gia Chí Huyền) sinh ngày 23 tháng 3 năm 1968 tại Saitama, Nhật Bản là một mangaka người Nhật có nhóm máu AB.

## Tác phẩm
- Sister Red (2001 - 2003)[1]
- Onegai ☆ Teacher (2002 - 2003)
- Strawberry Shake / Strawberry Shake Sweet (2003 - 2008)
- Hayate X Blade (2003 -)